# Lazarus (píseň)
„Lazarus“ je píseň anglického hudebníka Davida Bowieho. Vydána byla 17. prosince 2015 jako druhý singl z hudebníkova posledního alba Blackstar, jež vyšlo 8. ledna následujícího roku, dva dny před Bowieho smrtí. Singl se umístil na 40. příčce americké hitparády Billboard Hot 100. Dne 7. ledna 2016 byl představen videoklip k písni, jehož režisérem byl Johan Renck.